# Dân Thành
Dân Thành là một xã cũ thuộc thị xã Duyên Hải, tỉnh Trà Vinh, Việt Nam.

## Địa lý
Xã Dân Thành nằm ở phía đông nam của thị xã Duyên Hải, cách trung tâm thị xã khoảng 5 km theo Quốc lộ 53, có vị trí địa lý:
- Phía đông giáp xã Trường Long Hòa và Biển Đông
- Phía tây giáp Phường 1 và xã Long Toàn
- Phía nam giáp huyện Duyên Hải
- Phía bắc giáp xã Trường Long Hòa.

Xã Dân Thành có diện tích 25,61 km², dân số năm 2023 là 7.469 người, mật độ dân số đạt 291 người/km².

## Hành chính
Xã Dân Thành được chia thành 4 ấp: Cồn Ông, Giồng Giếng, Láng Cháo, Mù U.

## Lịch sử
Ngày 15 tháng 9 năm 1981, Hội đồng Bộ trưởng ban hành Quyết định số 69-HĐBT về việc thành lập xã Dân Thành thuộc huyện Cầu Ngang trên cơ sở tách một phần diện tích và dân số của xã Trường Long Hòa.
Ngày 29 tháng 9 năm 1981, Hội đồng Bộ trưởng ban hành Quyết định số 98-HĐBT về việc chia huyện Cầu Ngang thành huyện Cầu Ngang và huyện Duyên Hải. Khi đó, xã Dân Thành thuộc huyện Duyên Hải.
Ngày 27 tháng 3 năm 1985, Hội đồng Bộ trưởng ban hành Quyết định số 86-HĐBT về việc thành lập xã Đông Hải trên cơ sở tách 2 ấp: Động Cao, Hồ Thùng thuộc xã Dân Thành.
Sau khi điều chỉnh địa giới hành chính, xã Dân Thành còn lại 5 ấp: Cồn Ong, Láng Cháo, Giòng Giếng, Mù U và Cồn Cù.
Ngày 15 tháng 5 năm 2015, Ủy ban thường vụ Quốc hội ban hành Nghị quyết số 934/NQ-UBTVQH13 về việc:
- Điều chỉnh 1.531,40 ha diện tích tự nhiên và 2.711 người của xã Dân Thành về xã Đông Hải quản lý.
- Chuyển xã Dân Thành thuộc huyện Duyên Hải về thị xã Duyên Hải mới thành lập quản lý.

Sau khi điều chỉnh địa giới hành chính, xã Dân Thành còn lại 2.603 ha diện tích tự nhiên và 5.757 người.

## Kinh tế - xã hội

### Dân cư
Khu dân cư hiện hữu phân bố theo các tuyến đường Tỉnh lộ 913, Hương Lộ 81, Tuyến số 1 và một số tuyến hiện hữu.

### Giáo dục
- Trường THCS–THPT Dân Thành: Ấp Láng Cháo.
- Trường Tiểu học Lương Thế Vinh:

1. Điểm Láng Cháo
2. Điểm Cồn Ông
3. Điểm Mù U.

- Trường Mẫu giáo Tuổi Xanh:

1. Điểm Láng Cháo 1
2. Điểm Láng Cháo 2
3. Điểm Mù U.[4]